# Вивес-и-Фелиу, Хуан Мигель де
Хуан Мигель де Вивес-и-Фелиу (кат. и исп. Juan Miguel de Vives y Feliu; ум. 24 апреля 1809) — испанский генерал, который командовал дивизией во время Французских революционных войн и некоторое время возглавлял отдельную армию во время наполеоновских войн. Он был уроженцем Жироны. В 1794 году он возглавил дивизию в борьбе против французов в Пиренейской войне. Он сражался при Булу и Сьера-Негра в восточных Пиренеях. В 1796 году он был отправлен в Картахену, а в 1799 году он стал генерал-капитаном Мальорки.
Вскоре после начала Пиренейской войны хунта назначила его генерал-капитаном Каталонии. Летом и осенью 1808 года де Вивес осуществлял блокаду Барселоны и её французского гарнизона во главе с Гийомом Филибером Дюэмом. Он не смог предпринять энергичных действий против Барселоны и был разбит второй колонной французских войск под командованием Лорана Гувиона Сен-Сира в Кардедеу и Молинс-де-Рей. Он был заменён на посту командующего армии Теодором Редингом и был назначен генерал-капитаном Кастилья-ла-Вьеха, но вскоре умер в Сьюдад-Родриго.

## Характеристика
Британский историк Дэвид Чандлер в своей монографии о Пиренейской войне назвал Вивеса «пожилым сверхосторожным англофобским олухом» (англ. An aged, overcautious, Anglophobic booby).